# Дахлан, Абу Бакар
Абу Бакар Дахлан (индон. Abu Bakar Dahlan, род. 10 октября 1930) — индонезийский сценарист, наиболее известный по работе с киностудией Perfini.

## Биография
Родился 10 октября 1930 года в Батусангкаре (Голландская Ост-Индия). Получил среднее образование. Начал свою карьеру с работы сценаристом в фильмах производства Perfini — Sengketa (1957) и Tjambuk Api (1958). Позже, с 1975 по 1978 год, писал сценарий для документального фильма и рекламы для Informasi Media Indonesia, а также для Duta Cendana Film в 1977 году. По состоянию на 1979 год проживал в Южной Джакарте.